# Línea 514 (Bahía Blanca)
La Línea 514 es una línea de colectivos de Bahía Blanca, es operado por la empresa Rastreador Fournier S.A.

## Recorrido
- Troncal:Coca-Cola-San Martín e Yrigoyen-Maldonado-Chiclana y Colón